# Josep Maria Dalmau i Puig de la Bellacasa
Josep Maria Dalmau i Puig de la Bellacasa   (Banyoles, 19 d'agost de 1884 - Sant Cugat del Vallès, 26 de maig de 1980) fou un teòleg i jesuïta català.
Fill d'un notari de Barcelona, va començar la carrera de Filosofia i Lletres a la Universitat de Barcelona que va interrompre per entrar a la Companyia de Jesus el 1902. Entre 1904 i 1909 va fer el noviciat i estudis d'humanitats clàssiques i filosofia. El 1910, es va llicenciar en la Facultat de Lletres i el 1916 va rebre la ordenació sacerdotal. El 1917, es va doctorar en teologia especialitzat en suarisme. El 1920, va iniciar la seva llarga carrera de professor de teologia primer als Jesuïtes de Sarrià i després al Centre Borja de Sant Cugat del Vallès, ensenyant teologia neotomista assenyalant els punts de lligam amb el suarisme. Del 1934 fins al 1939, fou el rector a Sanremo del Col·legi d'Estudis de Filosofia i Teologia de la província d'Aragó (Col·legi Màxim).
Va publicar, el 1923, De ratione suppositi et personae secundum S. Thomam i, el 1952, el manual De Deo uno et trino, reeditat quatre vegades, que va servir com a text base en seminaris espanyols i hispanoamericans fins al Concili Vaticà II. El 1969 va publicar, en col·laboració de S.Vergès, Dios revelado por Cristo.